# Bartolomeo di Gentile

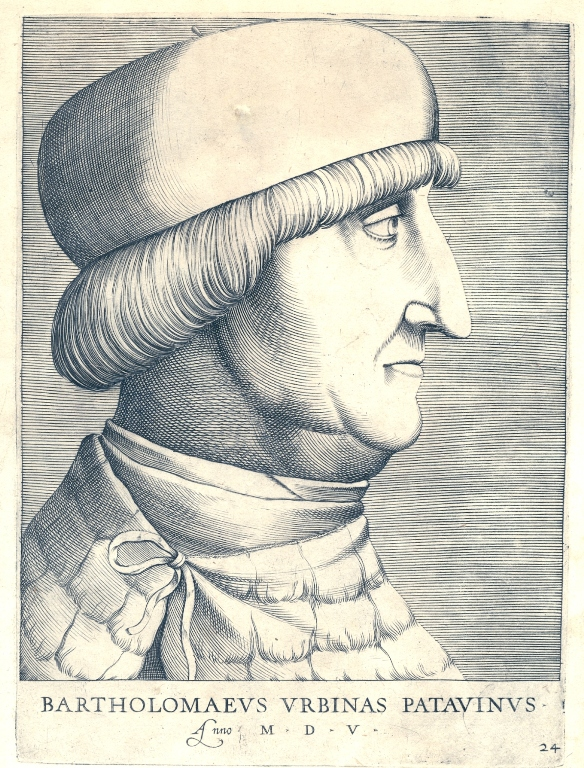
Bartolomeo di Gentile

Bartolomeo di Gentile, auch Bartolomeo di Maestro Gentile da Urbino (* um 1465 in Urbino; † um 1534 ebenda) war ein italienischer Maler der umbrischen Schule.
Schüler und Nachahmer des Giovanni Santi, dem Vater von Raffael. Bartolomeo di Gentile war als vielbeschäftigter Maler vorwiegend in Urbino tätig.
Als Künstler war er von eher regionaler Bedeutung und hielt zeitlebens an einem etwas altertümlichen Stil fest. Er malte vorwiegend Andachts- und Kirchenbilder und war sowohl als Tafelmaler als auch als Freskant tätig.

## Ausgewählte Werke
- Budapest, Szépmüvészeti Múzeum
  - Thronende Maria mit dem Kinde und Heiligen. 1488
  - Thronende Maria mit dem Kinde und Heiligen. 1503
- Monteciccardo, San Sebastiano
  - Maria mit dem Kinde. 1508
- Montefiore Conca, Chiesa di S. Paolo
  - Maria mit dem Kinde. (zugeschrieben)
- Sarsina, Museo Diocesano d’Arte Sacra
  - Maria mit dem Kinde.